# هنري كولينز براون
هنري كولينز براون (بالإنجليزية: Henry Collins Brown)‏ هو صحفي أمريكي، ولد في 1862، وتوفي في 1961.